# Суапі (мікрорегіон)
Суапі (порт. Microrregião de Suape) — мікрорегіон в бразильському штаті Пернамбуку у складі мезорегіону Агломерація Ресіфі. Складається з 2 муніципалітерів: Іпожука і Кабу-ді-Санту-Агостінью. На території мікрорегіону Суапі розташований Порт Суапі та прилеглий промисловий парк, що складають основу економіки цього мікрорегіону.